# Copa Brasil de Voleibol Feminino
A Copa Brasil de Voleibol Feminino é uma competição criada pela Confederação Brasileira de Voleibol em 2007. Após duas edições seguidas, retornara de um hiato de seis anos em 2014 com novas características. O número de participantes subira de quatro para oito equipes, com o seu campeão tendo o direito de disputar a Supercopa do ano seguinte contra o campeão da Superliga vigente.

## História
A primeira edição da Copa Brasil de Voleibol Feminino foi realizado no ano de 2007, em Brusque, Santa Catarina. As equipes do Rio de Janeiro, do Minas, do Osasco e de Brusque, reuniram-se na Arena Multiuso de Brusque em busco do primeiro título. Na final, a equipe carioca venceu as rivais paulistas pelo placar mínimo.
Ainda com participação de apenas quatro equipes, retornou em 2008, na cidade de Curitiba, no Paraná. O Osasco conquistou o seu primeiro título ao bater o conterrâneo São Caetano. As demais equipes participantes foram o Rio de Janeiro e o Brusque.
Após um hiato de seis anos, a competição retorna em 2014, em Maringá, no Paraná ampliando a quantidade de participantes de quatro para oito. A classificação deu-se a partir da posição final das equipes na Superliga Brasileira de Voleibol Feminino de 2012-13: Rio de Janeiro, Osasco, Campinas, SESI-SP, Praia Clube,Pinheiros, Minas e Rio do Sul. A equipe do Osasco conquistou o segundo título ao bater as rivais do SESI-SP, por 3 sets a 1. Em 2015 a cidade de Cuiabá, no Mato Grosso, teve a oportunidade de receber as equipes do Rio de Janeiro, SESI-SP, Osasco, Pinheiros, Praia Clube, Brasília Vôlei, Minas e São Caetano. A competição passou a classificar as equipes pelas suas posições ao término do primeiro turno da Superliga vigente. Naquela oportunidade, a equipe do Pinheiros derrotou o Rio de Janeiro na semifinal e o SESI-SP na final.
A cidade de Campinas, em São Paulo, recebeu a quinta edição da competição em 2016. O Rio de Janeiro, ao bater a equipe do Praia Clube, sagrou-se campeão pela segunda vez.
Um novo título veio em 2017, na mesma cidade, para a equipe carioca. Dessa vez o rival derrotado na final foi o Minas. Mais uma vez campeão, o Osasco bate o rival Praia Clube pelo placar mínimo, em Lages, em Santa Catarina, na edição de 2018. O Minas conquista o tão sonhado título ao bater o arquirrival Praia Clube na edição de 2019 em Gramado, no Rio Grande do Sul.
Em 2021, o Minas voltou a ser campeão do torneio em cima do Praia Clube. A fase final foi disputada em forma de bolha, devido à pandemia de Covid-19, no Centro de Desenvolvimento de Voleibol, em Saquarema (RJ), onde o time da capital mineira bateu o rival de Uberlândia por 3 sets a 2 na decisão.

## Títulos por clube
| Equipe         | Campeão | Vice-campeão | Terceiro lugar |
| -------------- | ------- | ------------ | -------------- |
| Osasco         | 4       | 1            | 3              |
| Rio de Janeiro | 4       | 0            | 4              |
| Minas          | 3       | 2            | 3              |
| Praia Clube    | 1       | 6            | 3              |
| SESI-SP        | 1[a]    | 3            | 1              |
| Pinheiros      | 1       | 0            | 0              |
| Vôlei Bauru    | 1[a]    | 0            | 0              |
| São Caetano    | 0       | 1            | 0              |

- a  Vôlei Bauru e SESI venceram a edição de 2022 em parceria.

## Títulos por estado
| Equipe         | Campeão | Vice-campeão | Terceiro lugar |
| -------------- | ------- | ------------ | -------------- |
| São Paulo      | 6       | 5            | 3              |
| Minas Gerais   | 4       | 9            | 6              |
| Rio de Janeiro | 4       | 0            | 5              |